# 562년

## 연호
- 남진(南陳) 천가(天嘉) 3년
- 후량(後梁) 대정(大定) 8년 / 천보(天保) 원년
- 북제(北齊) 태녕(太寧) 2년 / 하청(河淸) 원년
- 북주(北周) 보정(保定) 2년
- 신라(新羅) 개국(開國) 12년

## 기년
- 남진(南陳) 문제(文帝) 3년
- 북제(北齊) 무성제(武成帝) 2년
- 북주(北周) 무제(武帝) 2년
- 신라(新羅) 진흥왕(眞興王) 23년
- 고구려(高句麗) 평원왕(平原王) 4년
- 백제(百濟) 위덕왕(威德王) 9년

## 사건
- 대가야가 신라에게 멸망함으로써 가야는 신라에게 합병되었다.

## 사망
- 대가야(大伽倻)의 16대 국왕 도설지왕(道設智王)